# Osmerus eperlanus
El eperlano europeo (Osmerus eperlanus) es una especie de pez de la familia Osmeridae.

## Forma y apariencia
El cuerpo del eperlano europeo mide de 15 a 18 cm de largo, es estrecho y ligeramente aplanado en los flancos. Los ejemplares grandes pueden llegar a medir hasta 30 cm de largo. Los eperlanos poseen un cuerpo levemente translúcido. Su parte posterior y los flancos son de un tono verde-grisáceo a rosado, su zona ventral es de un color plata brillante. La aleta caudal tiene un borde oscuro. El eperlano vive hasta seis años. Es característico su aroma intenso, que recuerda al de los pepinos frescos.

## Hábitat y vida

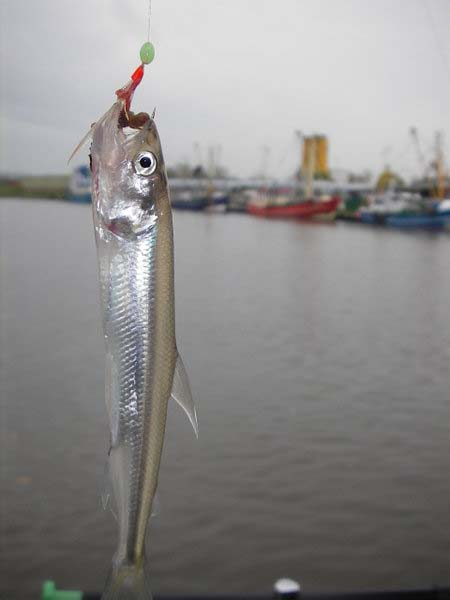
Eperlano pescado mediante un señuelo artificial.

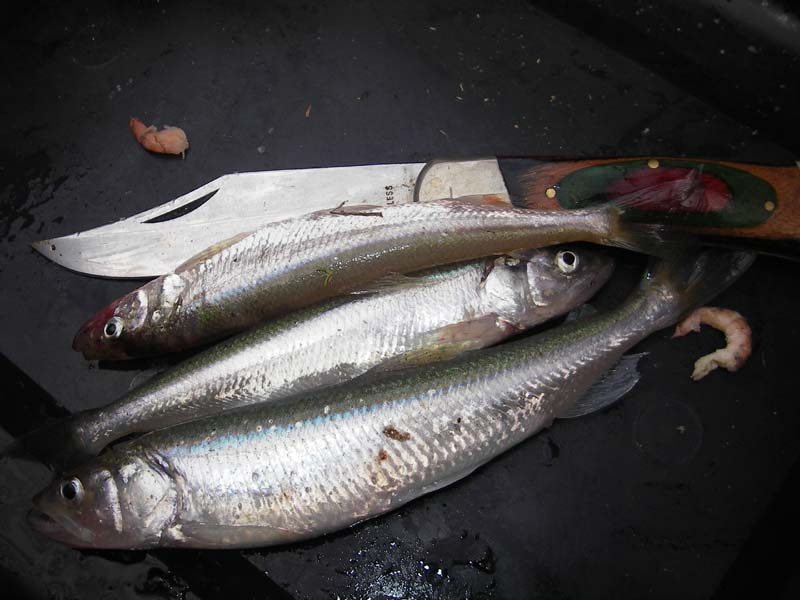
Los eperlanos miden de 15 a 20 cm de largo.

Eperlano frito.

El eperlano es un pez marino que vive en las aguas costeras de Europa desde el mar Báltico hasta el golfo  de Vizcaya. Existe una variedad de agua dulce denominada en Alemania Binnenstint ("Eperlano de tierra adentro"), común en los grandes lagos del norte de Europa.
El eperlano vive esencialmente en los estuarios, aunque algunos desplazamientos a lo largo del litoral. Remonta los ríos en bancos para desovar sobre bancos de arena o grava. La puesta se produce a finales de febrero o principios de marzo, si la temperatura del agua se encuentra por encima de 9 °C. La hembra puede llegar a poner hasta 40 000 huevas. Tras la puesta suele producirse una alta mortandad. Los eperlanos de alimentan principalmente de pequeños cangrejos del plancton, animales terrestres e incluso sus propios alevines.

## El eperlano como alimento

### Aspectos comerciales
Es fácil capturar al eperlano durante el desove, utilizando redes. Fuera de la temporada de desove, en el otoño, los eperlanos se encuentran en los puertos de la costa del mar Báltico, donde se los pesca con señuelos denominados Heringspaternoster.
Antiguamente se pescaban grandes cantidades de eperlanos en los ríos, al extremo que en vez de redes se utilizaban cestas para ropa. En Hamburgo el distrito denominado Stintfang ("pesca de eperlano") da testimonio de ello, y en Luneburgo, una zona de ocio, se encuentra el restaurante Stintmarkt, cuyo nombre hace referencia a este pez.
En épocas más modernas se redujo la demanda de eperlanos, ya que solo se podía pescar en pequeñas cantidades en ríos contaminados. Al mejorar la calidad del agua de los ríos, los pescadores artesanales han vuelto a capturar este pescado. Los restaurantes se han beneficiado con la pesca y preparación del eperlano ya que la especie se ofrece como una especialidad de temporada.

### Aspectos de la gastronomía regional
Aunque es muy pequeño, el eperlano es un alimento muy apreciado. Por lo general se le corta la cabeza, pero se dejan la cola y las espinas ya que son muy blandas. Por lo general se come frito, con las manos.
En el norte de Alemania tradicionalmente se pasa por harina de centeno y luego se fríe con manteca y tocino. Es típico acompañarlo de papas asadas, ensalada de papas y Apfelmus o salsa de manzana.
En San Petersburgo, el eperlano es una exquisitez local, famoso por su aroma a pepino. La "temporada del eperlano" comienza en marzo, cuando numerosos vendedores callejeros ofrecen su mercancía fresca. Se prepara rebozado con harina de trigo y después frito. Normalmente en marzo y abril los restaurantes ofrecen eperlano, y los residentes lo preparan en sus hogares.
El eperlano también se ahúma o se prepara enrollado a la vinagreta, de forma similar al arenque.